# Паспорт гражданина Ватикана
Паспорт Ватикана — паспорт, выданный Святым Престолом или городом-государством Ватикан. Государство может выдавать обычные паспорта для своих граждан, в то время как Святой Престол — личные, дипломатические и служебные паспорта.
Из приблизительно 800 жителей Ватикана более 450 имеют его гражданство. К ним относятся около 100 бойцов швейцарской гвардии. Примерно столько же граждан государства проживают в других странах, в основном находясь на дипломатической службе Святого Престола
Закон государства Ватикан о гражданстве, проживании и доступе от 22 февраля 2011 года классифицирует граждан по трём категориям:
- Кардиналы, проживающие в Ватикане или Риме;
- Дипломаты Святого Престола;
- Лица, проживающие и работающие в Ватикане[2]

Только для третьей категории требуется фактическое предоставление гражданства.
Обладатели дипломатических паспортов Святого Престола, а не паспортов Ватикана, находятся на дипломатической службе.
Служебные паспорта Святого Престола могут быть выданы людям на службе, даже если они не являются гражданами Ватикана.
Паспорта Ватикана выдаются гражданам государства, которые не находятся на службе Святого Престола.
Паспорта, выданные Ватиканом, дублируются на итальянском, французском и английском языках, а паспорта, выданные Святым Престолом, на латинском, французском и английском языках.